# Coenocalpe lapidata
Coenocalpe lapidata is een vlinder uit de familie van de spanners (Geometridae).
De spanwijdte is 28 tot 34 millimeter. De voorvleugels zijn lichtbruin met fijne donkerbruine dwarslijnen. Op de achtervleugel is de belijning minder duidelijk.
Als waardplanten van de soort worden scherpe boterbloem (Ranunculus acris), bosanemoon (Anemone nemorosa) , walstro (Galium) en bosrank (Clematis vitalba) gemeld.
De soort komt voor in een groot deel van het Palearctisch gebied, maar niet in Nederland en België.